# Midnight Club
Midnight Club est une série de jeux vidéo de course développée par Rockstar San Diego (anciennement Angel Studios) et éditée par Rockstar Games. En ce sens qu'ils sont centrés sur les courses de rue, les jeux sont similaires à la série Midtown Madness, qui était précédemment développée par Angel Studios.

## Jeux vidéo
| Titre                        | Date de sortie   | Plateformes        | Ventes        |
| ---------------------------- | ---------------- | ------------------ | ------------- |
| Midnight Club: Street Racing | 24 novembre 2000 | PS2, GBA           | 3,11 millions |
| Midnight Club II             | 2 mai 2003       | PS2, Xbox, Windows | 2,29 millions |
| Midnight Club 3: DUB Edition | 20 avril 2005    | PS2, PSP, Xbox     | 8,65 millions |
| Midnight Club: Los Angeles   | 24 octobre 2008  | PS3, PSP, Xbox 360 | 4,79 millions |